# 小川洋一
小川 洋一（おがわ よういち） は、日本の歯科医師、開業医、東京ステーション歯科クリニック院長。2014年に松本歯科大学 臨床教授に就任、2021年4月より明海大学歯学部客員准教授を兼任、2024年4月1日に明海大学 臨床教授に就任。

## 経歴
明海大学を1990年に卒業後、河津歯科医院勤務、河津寛（現　明海大学臨床教授） に師事、職務時代に国際デンタルアカデミーにて研修、数々の国内外の研修にて研鑽を積む。 同施設に於いて診療部長の職を経て、1997年東京都中央区月島にて、小川歯科医院開設。13年間診療に従事した小川歯科医院が手狭になったことから、2010年に東京駅八重洲口駅前へ歯科医院を移転、名称を東京ステーション歯科クリニックへ変更。2022年に歯科診療のさらなる充実を目指し、八重洲地区の別の場所に移転。今後の歯科医療のデジタル化等の後術革新の対応できる歯科医療施設を目指し設計、次世代の歯科医療に対応する、新しいコンセプトの歯科医院となる。質の高い歯科治療の提供と、歯科臨床教育の充実を2つの柱とした新しい歯科医院は、東京駅八重中央口すぐの場所に位置した。都内では最大級の広さをもつ歯科院である。

自身の歯科クリニックで診療に従事する傍ら、2014年に松本歯科大学の臨床教授に就任、2021年4月より明海大学歯学部客員准教授を兼任、また2024年4月1日には明海大学 臨床教授に就任し、2つの歯科大学で教鞭をとり後進の歯科医師の指導にあたる。 現在までに、2冊の著書を筆頭に50編あまりの論文を発表。国内外での学会発表と講演は100回以上におよび、診療と学術活動の2つを基軸とした臨床家である。臨床教授として大学での養育活動を続けるうちに、継続した歯科臨床教育の必要性を感じる。このことから歯科臨床教育の充実を目指し、歯科医院内は研修室を併設している。30名程度収容できる研修室には歯科臨床実習に必要な設備を配置すると共に、インプラント手術を直接見学できる様な歯科臨床教育の特化した設計となっていることが特徴である。

## 著書
- 岡部 良博・佐藤 明寿・小川 洋一・河津 寛・山本 美朗「アバットメントの相違がインプラント周囲の骨吸収量に与える影響について」日本顎咬合学会誌　NCID AN0008992X。
- 法月 謙市・小川 洋一・河津 寛・山本 美朗　「インプラント補綴における診断用ワクシングおよびプロビジョナルレストレーションの意義と重要性」 日本顎咬合学会誌　NCID AN0008992X
- 菅井 敏郎・内藤 祐子・小川 洋一・河津 寛・山本 美朗　「我々が行っている上顎洞底挙上術の術式と臨床成績」 日本顎咬合学会誌　NCID AN0008992X
- 菅井 敏郎・内藤 祐子・小川 洋一・河津 寛・山本 美朗　「我々が行っている上顎洞底挙上術の術式と臨床成績」 日本顎咬合学会誌　NCID AN0008992X
- 大清 晴弘・速見 勝彦・小川 洋一・葛山 賢司「オピアンキャリアー法」 日本顎咬合学会誌　NCID AN0008992X
- 佐藤 明寿・平石 欣資・小川 洋一・岡部 良博・河津 寛・山本 美朗「インプラント周囲の骨吸収量の統計的考察」 日本顎咬合学会誌　NCID AN0008992X
- 佐藤 明寿・平石 欣資・小川 洋一・法月 謙一・河津 寛・高田 博雅「 審美性を考慮したインプラント補綴の臨床的考察 」 日本顎咬合学会誌　NCID AN0008992X
- 山本 美朗・平石 欣資・小川 洋一・岡部 良博・河津 寛・高田 博雅「 インプラント補綴における診断用ワクシングおよびサージカルステントの意義と重要性 」 日本顎咬合学会誌　NCID AN0008992X